# جيمي كيلي
جيمي كيلي (بالإنجليزية: Jimmy Kelly)‏ (1 يناير 1911 جمهورية أيرلندا - 31 أكتوبر 1970) هو لاعب كرة قدم أيرلندي سابق كان يلعب كمهاجم.

## وصلات خارجية
- جيمي كيلي على موقع ناشيونال فوتبول تيمز (الإنجليزية)